# Federazione calcistica del Perù
La Federazione calcistica del Perù (spa. Federación Peruana de Fútbol, acronimo FPF) è l'ente che governa il calcio in Perù.
Fondata nel 1922, si affiliò alla FIFA nel 1924 e al CONMEBOL l'anno seguente. Ha sede nella capitale Lima e controlla il campionato nazionale e la Nazionale del paese.
È disciplinato in ordine di priorità dalle norme internazionali, dal codice civile e dal diritto sportivo le cui regole sono alla base dei suoi statuti e regolamenti. L'assemblea di base è l'organo supremo della FPF ed è composta dalle squadre di calcio professionistiche e dalle 25 leghe dipartimentali.
Scopo della Federazione è promuovere, dirigere, gestire e controllare la pratica del calcio dilettantistico e professionistico, in conformità al suo statuto, ai regolamenti che regolano tale disciplina e ai regolamenti sportivi internazionali.
L'attuale presidente della Federazione calcistica del Perú è Agustín Lozano, accompagnato dal consiglio di amministrazione composto da Franklin Chuquizuta (vicepresidente), Lucio Alva Ochoa, Juan Francisco Quispe, Severo Salazar e Cirila Haydée Paitán e Genaro Miñán e José Carlos Isla. La segreteria generale è composta da Juan Matute Quiroga (Segretario Generale) e Víctor Villavicencio Mantilla (Vice Segretario Generale).

## Storia
Il 27 febbraio 1912 fu creata la "Peruvian Foot Ball League" come prima entità che cercava di organizzare il calcio nazionale, sebbene inizialmente si limitasse a raggruppare squadre di Lima e del porto di Callao. Dal 1912 al 1921 questa Lega è stata sviluppata come Campionato peruviano. Nel 1922 il torneo suscitò polemiche e di conseguenza, il 23 agosto dello stesso anno, fu creata la Federazione calcistica del Perú (FPF). Il suo primo presidente fu l'ex calciatore dell'Atlético Chalaco e poi presidente di quel club, Claudio Martínez Bodero, che rimase in carica fino al 1926.

## Calcio in Perù

### Storia
Il calcio è lo sport più popolare in Perù. Secondo lo storico Jorge Basadre, il primo record di una partita di calcio in Perù risale al 1892. All'inizio del XX secolo, diverse città peruviane hanno sviluppato le proprie squadre di calcio. Nonostante il calcio sia cresciuto rapidamente nel paese, il campionato più importante, chiamato Liga Peruana de Futbol (fondata nel 1912), ha preso in considerazione solo le squadre di Lima e Callao.
Dal 1951 il campionato peruviano si gioca professionalmente, nel 1966 si decise che potessero partecipare anche squadre che non appartengono alla capitale e alla Regione di Callao.
Il club con il maggior numero di titoli nazionali è l'Universitario de Deportes (27 in tutto). Il Cienciano ha vinto due titoli internazionali ed è il club peruviano con il maggior numero di titoli di questo tipo.

### Superclásico
Il Superclásico è la partita giocata tra i due maggiori club di Lima (Universitario e Alianza Lima).

#### Lista dei risultati

##### Liga 1
| Data       | Casa          | Risultato | Trasferta     |
| ---------- | ------------- | --------- | ------------- |
| 23-09-1928 | Universitario | 1:0       | Alianza Lima  |
| 21-10-1928 | Universitario | 1:1       | Alianza Lima  |
| 01-11-1928 | Universitario | 0:2       | Alianza Lima  |
| 30-11-1930 | Universitario | 1:1       | Alianza Lima  |
| 21-06-1931 | Universitario | 0:2       | Alianza Lima  |
| 17-07-1932 | Universitario | 2:3       | Alianza Lima  |
| 02-10-1932 | Universitario | 0:1       | Alianza Lima  |
| 27-08-1933 | Universitario | 2:2       | Alianza Lima  |
| 18-11-1934 | Universitario | 1:2       | Alianza Lima  |
| 07-07-1935 | Universitario | 2:1       | Alianza Lima  |
| 27-10-1935 | Universitario | 0:2       | Alianza Lima  |
| 12-09-1937 | Universitario | 2:1       | Alianza Lima  |
| 23-10-1938 | Universitario | 2:1       | Alianza Lima  |
| 12-05-1940 | Universitario | 0:0       | Alianza Lima  |
| 24-09-1940 | Universitario | 2:0       | Alianza Lima  |
| 28-09-1941 | Universitario | 0:0       | Alianza Lima  |
| 12-04-1942 | Universitario | 3:1       | Alianza Lima  |
| 21-11-1942 | Universitario | 4:4       | Alianza Lima  |
| 01-11-1943 | Universitario | 0:5       | Alianza Lima  |
| 14-11:1943 | Universitario | 1:0       | Alianza Lima  |
| 16-07-1944 | Universitario | 3:1       | Alianza Lima  |
| 03-09-1944 | Universitario | 1:0       | Alianza Lima  |
| 16-09-1945 | Universitario | 2:1       | Alianza Lima  |
| 25-11-1945 | Universitario | 3:1       | Alianza Lima  |
| 07-07-1946 | Universitario | 0:3       | Alianza Lima  |
| 25-08-1946 | Universitario | 1:2       | Alianza Lima  |
| 12-10-1946 | Universitario | 0:0       | Alianza Lima  |
| 29-06-1947 | Universitario | 3:4       | Alianza Lima  |
| 30-08-1947 | Universitario | 0:4       | Alianza Lima  |
| 26-10-1947 | Universitario | 2:1       | Alianza Lima  |
| 12-06-1948 | Universitario | 3:2       | Alianza Lima  |
| 12-09-1948 | Universitario | 0:1       | Alianza Lima  |
| 21-11-1948 | Universitario | 2:5       | Alianza Lima  |
| 03-07-1949 | Universitario | 0:5       | Alianza Lima  |
| 04-09-1949 | Universitario | 2:1       | Alianza Lima  |
| 13-11-1949 | Universitario | 3:1       | Alianza Lima  |
| 17-09-1950 | Universitario | 1:3       | Alianza Lima  |
| 26-11-1950 | Universitario | 1:2       | Alianza Lima  |
| 02-09-1951 | Universitario | 3:4       | Alianza Lima  |
| 11-11-1951 | Universitario | 2:0       | Alianza Lima  |
| 14-09-1952 | Universitario | 2:1       | Alianza Lima  |
| 30-11-1952 | Universitario | 2:3       | Alianza Lima  |
| 30-08-1953 | Universitario | 4:2       | Alianza Lima  |
| 15-11-1953 | Universitario | 3:2       | Alianza Lima  |
| 03-10-1954 | Universitario | 3:3       | Alianza Lima  |
| 03-01-1955 | Universitario | 2:3       | Alianza Lima  |
| 14-08-1955 | Universitario | 1:1       | Alianza Lima  |
| 06-11-1955 | Universitario | 1:3       | Alianza Lima  |
| 27-05-1956 | Universitario | 1:2       | Alianza Lima  |
| 09-09-1956 | Universitario | 3:3       | Alianza Lima  |
| 10-11-1956 | Universitario | 2:3       | Alianza Lima  |
| 24-08-1957 | Universitario | 1:1       | Alianza Lima  |
| 27-10-1957 | Universitario | 3:3       | Alianza Lima  |
| 15-12-1957 | Universitario | 0:0       | Alianza Lima  |
| 03-08-1958 | Universitario | 1:1       | Alianza Lima  |
| 05-10-1958 | Universitario | 0:0       | Alianza Lima  |
| 21-06-1959 | Universitario | 6:2       | Alianza Lima  |
| 06-09-1959 | Universitario | 3:2       | Alianza Lima  |
| 15-11-1959 | Universitario | 4:0       | Alianza Lima  |
| 09-10-1960 | Universitario | 0:1       | Alianza Lima  |
| 04-12-1960 | Universitario | 2:1       | Alianza Lima  |
| 15-10-1961 | Universitario | 1:1       | Alianza Lima  |
| 01-01-1962 | Universitario | 1:1       | Alianza Lima  |
| 28-10-1962 | Universitario | 2:4       | Alianza Lima  |
| 23-12-1962 | Universitario | 0:5       | Alianza Lima  |
| 02-09-1963 | Universitario | 1:3       | Alianza Lima  |
| 17-11-1963 | Universitario | 2:1       | Alianza Lima  |
| 13-09-1964 | Universitario | 1:0       | Alianza Lima  |
| 15-11-1964 | Universitario | 1:1       | Alianza Lima  |
| 03-01-1965 | Universitario | 2:1       | Alianza Lima  |
| 19-09-1965 | Universitario | 2:2       | Alianza Lima  |
| 21-11-1965 | Universitario | 0:1       | Alianza Lima  |
| 19-12-1965 | Universitario | 1:0       | Alianza Lima  |
| 05-11-1966 | Alianza Lima  | 3:2       | Universitario |
| 12-02-1967 | Universitario | 2:0       | Alianza Lima  |
| 10-09-1967 | Universitario | 3:2       | Alianza Lima  |
| 17-12-1967 | Alianza Lima  | 3:1       | Universitario |
| 23-06-1968 | Alianza Lima  | 2:0       | Universitario |
| 26-10-1968 | Universitario | 1:3       | Alianza Lima  |
| 25-05-1969 | Universitario | 3:0       | Alianza Lima  |
| 28-09-1969 | Alianza Lima  | 2:2       | Universitario |
| 17-12-1969 | Alianza Lima  | 2:2       | Universitario |
| 28-06-1970 | Universitario | 4:2       | Alianza Lima  |
| 13-09-1970 | Alianza Lima  | 2:2       | Universitario |
| 08-08-1971 | Alianza Lima  | 2:1       | Universitario |
| 12-12-1971 | Universitario | 1:1       | Alianza Lima  |
| 01-04-1972 | Alianza Lima  | 1:2       | Universitario |
| 20-05-1972 | Universitario | 1:2       | Alianza Lima  |
| 03-09-1972 | Alianza Lima  | 2:2       | Universitario |
| 26-11-1972 | Universitario | 2:2       | Alianza Lima  |
| 31-12-1972 | Alianza Lima  | 1:3       | Universitario |
| 10-06-1973 | Universitario | 3:2       | Alianza Lima  |
| 14-10-1973 | Alianza Lima  | 2:1       | Universitario |
| 05-01-1974 | Alianza Lima  | 2:1       | Universitario |
| 15-07-1974 | Universitario | 2:0       | Alianza Lima  |
| 22-12-1974 | Alianza Lima  | 0:3       | Universitario |
| 02-03-1975 | Alianza Lima  | 3:1       | Universitario |
| 09-10-1975 | Alianza Lima  | 2:1       | Universitario |
| 15-01-1976 | Universitario | 0:1       | Alianza Lima  |
| 22-02-1976 | Alianza Lima  | 0:0       | Universitario |
| 18-07-1976 | Alianza Lima  | 1:1       | Universitario |
| 31-10-1976 | Universitario | 1:0       | Alianza Lima  |
| 13-03-1977 | Universitario | 1:0       | Alianza Lima  |
| 08-05-1977 | Alianza Lima  | 2:1       | Universitario |
| 24-07-1977 | Universitario | 2:2       | Alianza Lima  |
| 27-10-1977 | Alianza Lima  | 2:2       | Universitario |
| 30-12-1977 | Alianza Lima  | 6:1       | Universitario |
| 22-01-1978 | Universitario | 3:4       | Alianza Lima  |
| 26-08-1978 | Universitario | 1:2       | Alianza Lima  |
| 03-12-1978 | Alianza Lima  | 2:1       | Universitario |
| 27-05-1979 | Universitario | 0:1       | Alianza Lima  |
| 09-09-1979 | Alianza Lima  | 1:0       | Universitario |
| 02-12-1979 | Alianza Lima  | 1:1       | Universitario |
| 12-01-1980 | Universitario | 1:1       | Alianza Lima  |
| 06-07-1980 | Alianza Lima  | 2:2       | Universitario |
| 25-10-1980 | Universitario | 1:1       | Alianza Lima  |
| 23-03-1981 | Universitario | 0:1       | Alianza Lima  |
| 26-04-1981 | Alianza Lima  | 3:1       | Universitario |
| 11-07-1981 | Universitario | 1:2       | Alianza Lima  |
| 21-11-1981 | Alianza Lima  | 2:1       | Universitario |
| 01-08-1982 | Alianza Lima  | 1:1       | Universitario |
| 29-08-1982 | Universitario | 0:1       | Alianza Lima  |
| 26-09-1982 | Alianza Lima  | 2:1       | Universitario |
| 22-10-1982 | Universitario | 2:2       | Alianza Lima  |
| 04-12-1982 | Universitario | 1:1       | Alianza Lima  |
| 30-01-1983 | Alianza Lima  | 2:0       | Universitario |
| 09-02-1983 | Universitario | 2:1       | Alianza Lima  |
| 29-06-1983 | Universitario | 2:1       | Alianza Lima  |
| 01-11-1983 | Alianza Lima  | 1:2       | Universitario |
| 15-04-1984 | Alianza Lima  | 0:1       | Universitario |
| 10-06-1984 | Universitario | 1:1       | Alianza Lima  |
| 26-08-1984 | Universitario | 2:0       | Alianza Lima  |
| 11-11-1984 | Alianza Lima  | 1:1       | Universitario |
| 03-03-1985 | Alianza Lima  | 1:0       | Universitario |
| 11-05-1985 | Universitario | 3:0       | Alianza Lima  |
| 08-08-1985 | Alianza Lima  | 0:0       | Universitario |
| 08-09-1985 | Alianza Lima  | 2:0       | Universitario |
| 22-12-1985 | Universitario | 1:0       | Alianza Lima  |
| 26-03-1986 | Universitario | 3:2       | Alianza Lima  |
| 03-08-1986 | Alianza Lima  | 4-0       | Universitario |
| 08-10-1986 | Universitario | 0:0       | Alianza Lima  |
| 21-11-1986 | Universitario | 1:2       | Alianza Lima  |
| 28-12-1986 | Alianza Lima  | 5:1       | Universitario |
| 03-05-1987 | Universitario | 0:0       | Alianza Lima  |
| 09-08-1987 | Alianza Lima  | 1:2       | Universitario |
| 01-11-1987 | Universitario | 0:1       | Alianza Lima  |
| 31-01-1988 | Alianza Lima  | 0:0       | Universitario |
| 09-03-1988 | Alianza Lima  | 1:0       | Universitario |
| 26-03-1988 | Universitario | 1:0       | Alianza Lima  |
| 12-06-1988 | Universitario | 0:1       | Alianza Lima  |
| 27-07-1988 | Alianza Lima  | 0:1       | Universitario |
| 11-01-1989 | Universitario | 2:2       | Alianza Lima  |
| 01-04-1989 | Universitario | 1:1       | Alianza Lima  |
| 06-08-1989 | Alianza Lima  | 1:0       | Universitario |
| 16-09-1989 | Alianza Lima  | 0:2       | Universitario |
| 19-09-1989 | Universitario | 0:1       | Alianza Lima  |
| 26-11-1989 | Alianza Lima  | 0:1       | Universitario |
| 27-05-1990 | Alianza Lima  | 1:1       | Universitario |
| 08-10-1990 | Universitario | 2:1       | Alianza Lima  |
| 02-12-1990 | Universitario | 0:1       | Alianza Lima  |
| 23-01-1991 | Alianza Lima  | 1:0       | Universitario |
| 30-01-1991 | Universitario | 1:0       | Alianza Lima  |
| 28-04-1991 | Alianza Lima  | 0:0       | Universitario |
| 22-09-1991 | Universitario | 1:0       | Alianza Lima  |
| 31-10-1991 | Universitario | 0:0       | Alianza Lima  |
| 17-05-1992 | Universitario | 1:0       | Alianza Lima  |
| 12-09-1992 | Alianza Lima  | 0:2       | Universitario |
| 03-04-1993 | Universitario | 0:0       | Alianza Lima  |
| 10-10-1993 | Alianza Lima  | 0:1       | Universitario |
| 21-05-1994 | Alianza Lima  | 1:0       | Universitario |
| 08-10-1994 | Universitario | 1:1       | Alianza Lima  |
| 14-12-1994 | Alianza Lima  | 2:1       | Universitario |
| 20-05-1995 | Alianza Lima  | 6:3       | Universitario |
| 01-10-1995 | Universitario | 0:1       | Alianza Lima  |
| 29-10-1995 | Alianza Lima  | 0:0       | Universitario |
| 03-12-1995 | Universitario | 0:1       | Alianza Lima  |
| 27-12-1995 | Universitario | 1:0       | Alianza Lima  |
| 29-06-1996 | Universitario | 1:1       | Alianza Lima  |
| 19-10-1996 | Alianza Lima  | 0:0       | Universitario |
| 01-12-1996 | Universitario | 0:0       | Alianza Lima  |
| 06-04-1997 | Universitario | 0:1       | Alianza Lima  |
| 04-10-1997 | Alianza Lima  | 0:0       | Universitario |
| 29-03-1998 | Alianza Lima  | 0:0       | Universitario |
| 31-05-1998 | Universitario | 2:1       | Alianza Lima  |
| 06-09-1998 | Alianza Lima  | 1:0       | Universitario |
| 21-11-1998 | Universitario | 0:3       | Alianza Lima  |
| 28-03-1999 | Universitario | 2:1       | Alianza Lima  |
| 29-05-1999 | Alianza Lima  | 0:1       | Universitario |
| 11-09-1999 | Alianza Lima  | 0:0       | Universitario |
| 21-11-1999 | Universitario | 2:3       | Alianza Lima  |
| 15-12-1999 | Universitario | 3:0       | Alianza Lima  |
| 20-12-1999 | Alianza Lima  | 1:0       | Universitario |
| 05-03-2000 | Alianza Lima  | 0:2       | Universitario |
| 20-05-2000 | Universitario | 2:0       | Alianza Lima  |
| 19-08-2000 | Alianza Lima  | 0:1       | Universitario |
| 01-11-2000 | Universitario | 4:1       | Alianza Lima  |
| 29-03-2001 | Universitario | 2:2       | Alianza Lima  |
| 27-05-2001 | Alianza Lima  | 1:0       | Universitario |
| 30-08-2001 | Universitario | 2:1       | Alianza Lima  |
| 11-11-2001 | Alianza Lima  | 1:1       | Universitario |
| 19-03-2002 | Universitario | 0:1       | Alianza Lima  |
| 19-05-2002 | Alianza Lima  | 1:0       | Universitario |
| 26-06-2002 | Universitario | 1:0       | Alianza Lima  |
| 07-07-2002 | Alianza Lima  | 0:0       | Universitario |
| 04-08-2002 | Universitario | 1:2       | Alianza Lima  |
| 30-10-2002 | Alianza Lima  | 3:2       | Universitario |
| 09-03-2003 | Alianza Lima  | 1:0       | Universitario |
| 18-05-2003 | Universitario | 2:4       | Alianza Lima  |
| 10-08-2003 | Alianza Lima  | 1:1       | Universitario |
| 26-10-2003 | Universitario | 1:2       | Alianza Lima  |
| 02-05-2004 | Universitario | 0:1       | Alianza Lima  |
| 14-08-2004 | Alianza Lima  | 1:0       | Universitario |
| 31-10-2004 | Universitario | 0:0       | Alianza Lima  |
| 22-12-2004 | Alianza Lima  | 0:2       | Universitario |
| 20-03-2005 | Universitario | 2:2       | Alianza Lima  |
| 25-06-2005 | Alianza Lima  | 0:0       | Universitario |
| 18-09-2005 | Alianza Lima  | 0:0       | Universitario |
| 27-11-2005 | Universitario | 2:1       | Alianza Lima  |
| 25-03-2006 | Alianza Lima  | 1:1       | Universitario |
| 11-06-2006 | Universitario | 1:1       | Alianza Lima  |
| 20-08-2006 | Alianza Lima  | 1:0       | Universitario |
| 05-11-2006 | Universitario | 3:2       | Alianza Lima  |
| 03-03-2007 | Universitario | 1:2       | Alianza Lima  |
| 06-05-2007 | Alianza Lima  | 1:2       | Universitario |
| 07-11-2007 | Universitario | 1:3       | Alianza Lima  |
| 25-11-2007 | Alianza Lima  | 1:1       | Universitario |
| 30-04-2008 | Universitario | 2:1       | Alianza Lima  |
| 06-07-2008 | Alianza Lima  | 1:1       | Universitario |
| 14-09-2008 | Universitario | 1:2       | Alianza Lima  |
| 29-11-2008 | Alianza Lima  | 1:2       | Universitario |
| 22-03-2009 | Alianza Lima  | 0:1       | Universitario |
| 12-07-2009 | Universitario | 2:1       | Alianza Lima  |
| 08-12-2009 | Alianza Lima  | 0:1       | Universitario |
| 13-12-2009 | Universitario | 1:0       | Alianza Lima  |
| 03-04-2010 | Alianza Lima  | 0:0       | Universitario |
| 10-07-2010 | Universitario | 0:1       | Alianza Lima  |
| 25-09-2010 | Universitario | 0:0       | Alianza Lima  |
| 10-11-2010 | Alianza Lima  | 2:2       | Universitario |
| 16-04-2011 | Alianza Lima  | 0:0       | Universitario |
| 24-09-2011 | Universitario | 2:1       | Alianza Lima  |
| 15-04-2012 | Alianza Lima  | 1:0       | Universitario |
| 14-07-2012 | Universitario | 2:1       | Alianza Lima  |
| 15-03-2013 | Alianza Lima  | 1:0       | Universitario |
| 23-06-2013 | Universitario | 1:0       | Alianza Lima  |
| 19-07-2014 | Universitario | 1:0       | Alianza Lima  |
| 22-10-2014 | Alianza Lima  | 1:0       | Universitario |
| 24-05-2015 | Alianza Lima  | 1:0       | Universitario |
| 15-11-2015 | Universitario | 1:1       | Alianza Lima  |
| 13-04-2016 | Alianza Lima  | 1:2       | Universitario |
| 21-07-2016 | Universitario | 1:0       | Alianza Lima  |
| 17-09-2016 | Alianza Lima  | 3:0       | Universitario |
| 12-02-2017 | Alianza Lima  | 2:0       | Universitario |
| 15-04-2017 | Universitario | 3:0       | Alianza Lima  |
| 03-06-2017 | Universitario | 1:2       | Alianza Lima  |
| 09-09-2017 | Alianza Lima  | 1:0       | Universitario |
| 25-02-2018 | Universitario | 1:3       | Alianza Lima  |
| 11-04-2018 | Alianza Lima  | 2:0       | Universitario |
| 11-08-2018 | Universitario | 1:1       | Alianza Lima  |
| 03-11-2018 | Alianza Lima  | 2:1       | Universitario |
| 15-04-2019 | Alianza Lima  | 2:3       | Universitario |
| 29-09-2019 | Universitario | 1:0       | Alianza Lima  |
| 08-03-2020 | Universitario | 2:0       | Alianza Lima  |
| 18-08-2021 | Universitario | 1:2       | Alianza Lima  |
| 17-04-2022 | Universitario | 1:4       | Alianza Lima  |
| 04-09-2022 | Alianza Lima  | 0:2       | Universitario |
| 19-02-2023 | Universitario | 1:2       | Alianza Lima  |

##### Coppa Libertadores
| Data       | Casa          | Risultato | Trasferta     |
| ---------- | ------------- | --------- | ------------- |
| 05-02-1966 | Universitario | 2:0       | Alianza Lima  |
| 23-03-1966 | Alianza Lima  | 0:1       | Universitario |
| 25-02-1972 | Universitario | 2:1       | Alianza Lima  |
| 14-03-1972 | Alianza Lima  | 2:2       | Universitario |
| 24-02-1979 | Alianza Lima  | 3:6       | Universitario |
| 21-03-1979 | Universitario | 1:0       | Alianza Lima  |
| 12-03-1983 | Universitario | 0:0       | Alianza Lima  |
| 13-04-1983 | Alianza Lima  | 2:1       | Universitario |
| 01-07-1988 | Universitario | 0:0       | Alianza Lima  |
| 03-08-1988 | Alianza Lima  | 0:2       | Universitario |
| 02-02-1994 | Universitario | 0:1       | Alianza Lima  |
| 23-03-1994 | Alianza Lima  | 1:2       | Universitario |